# Amblyeleotris stenotaeniata
Amblyeleotris stenotaeniata is een straalvinnige vissensoort uit de familie van grondels (Gobiidae). De wetenschappelijke naam van de soort is voor het eerst geldig gepubliceerd in 2004 door de Amerikaanse ichtytoloog John Ernest Randall.